# Calciumperchlorat
Calciumperchlorat ist eine chemische Verbindung aus der Gruppe der Calciumverbindungen und Perchlorate.

## Vorkommen
Calciumperchlorat wurde neben Wasser durch den Mars-Rover Curiosity im Marsboden entdeckt. Die Konzentration im Marsboden liegt bei 0,5 bis 1 %.

## Gewinnung und Darstellung
Calciumperchlorat kann durch Reaktion von Calciumcarbonat mit Ammoniumperchlorat gewonnen werden.

## Eigenschaften
Calciumperchlorat ist ein sehr reaktionsfähiger brandfördernder Feststoff, welcher leicht löslich in Wasser ist.

## Verwendung
Calciumperchlorat wird in Leuchtfackeln verwendet.